# 16-та окрема конвойна бригада ВВ (СРСР)
16-та окрема конвойна Червонопрапорна бригада (16 ОКБр, в/ч 7480) — з'єднання Внутрішніх військ МВС СРСР, що існувало у 1939—1992 роках. Місце дислокації — м.Львів.
Після розпаду СРСР у 1992 році на базі бригади було сформовано 2-гу окрему конвойну бригаду ВВ (в/ч 3002).

## Історія
Військова частина почала формуватися 24 листопада 1939 року як 233 полк НКВС СРСР. З 10 по 13 вересня 1941 року полк брав активну участь в обороні міста Ромни і з боєм прикривав відхід бойових частин Південно-Західного фронту. 10 вересня відзначався, як день заснування частини.
20 березня 1952 року сформовано 6 окремих підрозділів частини: у Тернополі, Рівному, Луцьку, Чернівцях, Станіславові, Ужгороді. 29 березня 1954 року підрозділ перейменовано в 66-й загін конвойної охорони, а в листопаді 1968 року на 473 конвойний полк МВС СРСР.
У 1979—1989 роках — військовослужбовці внутрішніх військ брали участь у війні в Афганістані.
Указом Президії Верховної Ради СРСР від 4 травня 1985 року 473 конвойний полк МВС СРСР нагороджено орденом Червоного прапора.
Наказом МВС СРСР від 1989 року в Львові із колишнього 473 конвойного полку ВВ МВС СРСР сформовано 16 окрему конвойну Червонопрапорну бригаду ВВ МВС СРСР (в/ч 7480).
1991 року особовий склад один із перших склав військову присягу на вірність народу України.
Від 10 лютого 1992 року на базі 16-ї конвойної бригади було сформовано 2-гу окрему конвойну бригаду Внутрішніх військ МВС України (в/ч 3002).